# قتل شهوت‌مدارانه
قتل از روی شهوت، گونه‌ای از قتل است که در آن، قاتل، در پی کام‌جویی جنسی از قربانیِ خود هست. قتل از روی شهوت، با گونه‌ای انحراف جنسی به نام اروتوفونوفیلیا به معنی برانگیختگی جنسی حاصل از مرگ یک انسان دیگر، همراه است. عبارت «کشتن شهوانی» از اثر ریچارد فن کرافت-ابینگ به سال ۱۸۹۸ گرفته شده که در آن، وی از رابطه میان قتل و سادیسم بحث کرده‌است. معمولاً این جرم در حین انجام رابطه جنسی اتفاق می‌افتد که در آن مجرم یا تنها اقدام به قطع اندام جنسی یا دیگر قسمت‌های بدن قربانی‌اش می‌کند یا علاوه بر این کار، او را به قتل نیز می‌رساند. قطع اندام، گاهی شامل امعاء و احشاء یا اندام جنسی می‌شود. عموماً نیز این قطع اندام پس از مرگ قربانی صورت می‌گیرد. با آنکه ممکن است قاتل در بیش‌تر این گونه قتل‌ها، اقدام به برقراری رابطه جنسی با قربانی کند، اما گاهی نیز ممکن است چنین نکند و به جای آن، اقدام به انجام دیگر کام‌جویی‌ها نماید.

## ویژگی‌ها
از جمله ویژگی‌های قتل‌های شهوتی می‌توان به درآوردن لباس‌های قربانی، قرار دادن بدن قربانی در پوزیشن‌های ویژه، فروکردن اشیاء در منافذ بدن قربانی، خوردن گوشت یا خون قربانی و کام‌جویی جنسی از جسد قربانی، اشاره کرد.
با آنکه بیش‌تر قاتلان شهوتی، مرد هستند، اما نمونه‌هایی از قتل شهوتی میان قاتلان زن نیز وجود دارد. در کل، پدیده قتل شهوتی بیش‌تر میان آدم‌کشان زنجیره‌ای مشاهده می‌شود. قتل شهوتی شامل هر گونه قتلی است که در آن قاتل به دنبال کام‌جویی جنسی از قربانی خود نیز بوده‌است. هر گاه یک قاتل شهوتی بخواهد قربانی‌اش را برگزیند، قربانی می‌بایست یک ویژگی جنسی جذاب از نظر وی داشته باشد. از این ویژگی که ممکن است میان همه قربانیان یک قاتل شهوتی مشترک باشد، به نام ویژگی ایده‌آل قربانی یا (IVT) نیز یاد می‌شود. قاتلان شهوانی حتی ممکن است به سبب نداشتن این ویژگی ایده‌آل در برخی قربانیان، از کشتن آن‌ها صرف نظر کنند. پس از آنکه یک قاتل شهوتی از اینکه قربانیش داری این ویژگی است، مطمئن شد، اقدام به نمایش رفتارهای اغواگرانه برای به دام انداختن وی می‌کند. در اینجا لازم است یادآوری شود که توجه به خیال‌پردازی‌های جنسی قاتل شهوتی در شناخت وی اهمیت دارد و از آن جا که هیچ‌گاه این گونه خیال‌پردازی‌ها به‌طور کامل به حقیقت نمی‌پیوندند، وی به دنبال قربانیان بیش‌تری می‌گردد و در نتیجه، قتل‌های بیش‌تری ممکن است روی دهد. همچنین این خیال‌پردازی‌ها در طول زمان تغییر می‌کنند و همچنان که وی سعی دارد آن‌ها را به حقیقت برساند، خشن‌تر و شدیدتر نیز می‌شوند.
حیاتی‌ترین رکن روان شناسانه در رشد یک قاتل زنجیره‌ای، خیال‌پردازی‌های خشن است؛ به‌ویژه در قاتلان شهوتی. این گونه خیال‌پردازی‌ها عموماً با «افکار مزاحم در رابطه با کشتن کسی و با دیگر روندهای آسیب‌شناسانه روانی همراهند». همان‌طور که اشاره رفت، از آنجا که این خیال‌پردازی‌ها هیچ‌گاه به‌طور کامل محقق نمی‌شوند، حتی ممکن است قتل‌های بعدی، به بیش‌تر و شدیدتر شدنشان، دامن زده و باعث ادامه یافتن این چرخه معیوب شوند. هدف این گونه خیال‌پردازی‌ها تسلط کامل بر قربانی است و قاتل از حمله جنسی برای رسیدن به این تسلط استفاده می‌کند. شکنجه جنسی نیز از دیگر رفتارهایی است که قاتل شهوتی برای تحقیر و تضعیف قربانی به نمایش می‌گذارد. اغلب، قاتلان شهوتی از قربانی به عنوان حایلی میان خود و حوادث تلخ کودکیشان بهره می‌برند. پورنوگرافی، حکم تسریع‌کننده را برای یک قاتل شهوتی دارد و مصرف الکل یا دیگر مواد نیز حکم تسهیل‌کننده را. در بیش‌تر موارد، این خیال‌پردازی‌ها شامل یک یا چند انحراف جنسی نیز می‌شوند.
عبارت قتل شهوتی مفهوم مرتبط ولی کمی متفاوتی نیز دارد و به فتلی اشاره دارد که در آن قاتل، صرفاً از عمل قتل به برانگیختگی جنسی دست می‌یابد؛ حتی اگر هیچ‌یک از ویژگی‌های یاد شده در بالا را نداشته باشد. از همین روست که این گونه قتل نیز نوعی انحراف جنسی به حساب می‌آید.
با آنکه خیال‌پردازی‌های خشن، یک جزء اساسی در قتل شهوتی است، اما نمی‌توان شخصی را تنها به سبب داشتن چنین خیال‌پردازی‌هایی متهم به شرکت یا انجام چنین قتلی نمود.

## فهرست قاتلان شهوتی
- پتر کورتن
- ایسی ساگاوا
- تد باندی
- پل برناردو و کارلا هوموکلا
- هنری لی لوکاس
- جفری دامر
- آلبرت فیش
- هرمن ماجت
- جک قاتل
- هیروشی میو
- لوکا مگنوتا
- محمد بسیجه
- سعید حنایی